# Dock

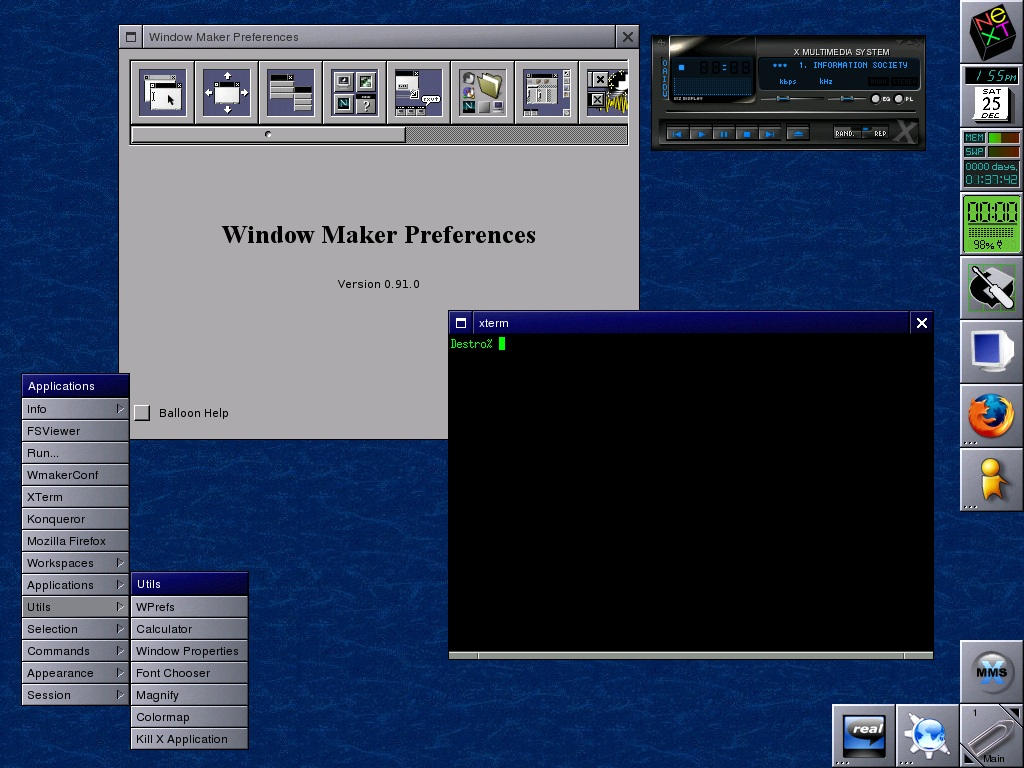
Window Makerのドック

Dock（ドック）は、NEXTSTEPやmacOSで使われるGUIの一種である。

## 概要
NeXT社が1988年に発売したNeXTcube用のOSであるNEXTSTEP用のGUIとして開発され、NEXT社のスティーブ・ジョブズが1991年に特許を出願したものがNEXTSTEP用のDockである（Window MakerなどGNUstep系のGUIはこれを模したものである）。1996年にNeXT社を買収したApple社がこれを引き継ぎ、Apple社の社長となったジョブズがMac OS X用のGUIとして1999年に改めて特許を出願（2008年に特許取得）したものが現行のmacOS用のDockである。
Dockは画面上の固定位置を占めるパレット型の機構で、ファイルやアプリケーションといった各種の情報を格納してクリックでそれらを呼び出せる。ランチャーやブックマーク・エイリアスが複合したような概念といえる。
MacOS 9までデスクトップに表示されていたゴミ箱は、Dockにのみ表示されるようになった（一時期、ツールバーにゴミ箱を表示することが可能だった）。
ドックには起動中の（可視の）アプリケーションが表示され、最小化したウインドウをしまうことができる。それぞれのパレットは内容に応じてメニューを持ち、アプリケーションを前面に出すことなく特定の機能を使うことができる。例を挙げると、電子メールの新規メッセージ作成、iTunesの再生、フォルダ（ディレクトリ）の内容表示などである。ファイルやテキストといった情報をドラッグしてアプリケーションに渡すこともできる。
DockはWindowsで例えるとタスクバーとクイック起動を合わせ持った機能に相当し、Finderと並びmacOSのシェルの中核を担う。なお、Windows 7のタスクバーではWindows 98から搭載されていたクイック起動が廃止され、タスクバーボタンそのものにランチャー機能が統合されることにより、Dockに似た操作性を備えるようになった。
なお、iOSもIcon Dockと言われるインターフェースを備えているが、Icon DockはiPhoneおよびiPod touchでは4つ、iPadでは13つのアプリケーションを登録できるランチャーとしての機能を備えるにすぎない。

## ショートカットキー[1]
- コマンドキー、Mキーを同時に押す（⌘ Cmd+M）と、最前面に表示されたウインドウを最小化してDockにしまう。
  - 最前面のアプリのウインドウをすべて最小化するには、オプションキー、コマンドキー、Mキー（⌥ option+⌘ Cmd+M）を同時に押す。

- Finderで選択した項目をDockに追加するには、コントロールキー、シフトキー、コマンドキー、Tキー(⌃ control+⇧ Shift+⌘ Cmd+T)を同時に押す。

- オプションキー、コマンドキー、Dキー(⌥ option+⌘ Cmd+D)を同時に押すと、Dock の表示／非表示を切り替えられる。なお、この動作はシステム設定の「デスクトップとDock」から「Dockを自動的に表示/非表示」の設定を切り替えた場合と同様である。

- フォーカスをDockに移すには、ファンクションキー、コントロールキー、F3キー(fn+⌃ control+F3)を同時に押す。

- Dockのフォーカスした項目を移動するには、オプションキー、方向キー(⌥ option+←　→を同時に押す。

## イースターエッグ
Mac OS X (10.0）からmacOS Sierra（10.12）までは、ウインドウ操作時、⇧ Shiftキーを押しながら最小化ボタンを押すと、ウインドウをしまう動作がスローモーションになる機能が搭載されていた。同様に、しまわれているウインドウをクリックするときもshiftキーを同時に押すことにより、スローモーションでウインドウが元の位置に表示された。しかし、macOS High Sierraで、このイースター・エッグは失われた。
⇧ Shiftキーと⌃ controlキーを同時に押しながらDockにカーソルを乗せるとDockの拡大機能を有効にした状態と同様の表示になる。